# John Wallis
John Wallis (Ashford, 23 de noviembre de 1616 - Oxford, 28 de octubre de 1703) fue un matemático inglés al que se atribuye en parte el desarrollo del cálculo moderno. Fue un precursor del cálculo infinitesimal (introdujo la utilización del símbolo {\displaystyle {\infty }} para representar la noción de infinito). Entre 1643 y 1689 fue criptógrafo del Parlamento y posteriormente de la Corte real. Fue también uno de los fundadores de la Royal Society y profesor en la Universidad de Oxford.

## Biografía
Nació en Ashford (Kent), fue el tercero de los cinco hijos del reverendo John Wallis y Joanna Chapman. Inició su educación en la escuela local de Ashford, pero se trasladó a la escuela de James Movat en Tenterden en 1625 debido al brote de una epidemia de peste. Tuvo su primer contacto con las matemáticas en 1631 en la escuela Martin Holbeach de Felsted; le gustaban, pero su estudio de las mismas fue errático, “las matemáticas que en este momento tenemos, pocas veces son vistas como estudios académicos, y más como algo mecánico” (Scriba 1970).
Con la intención de que obtuviera un doctorado, en 1632 fue enviado al Emmanuel College en Cambridge. Allí, defendió un argumento sobre la doctrina de la circulación de la sangre; se considera que fue la primera vez en Europa que esta teoría era públicamente mantenida en una discusión. En cualquier caso, sus intereses seguían centrados en las matemáticas. Obtuvo la licenciatura en Artes en 1637, una maestría en 1640, y posteriormente se incorporó al sacerdocio. Se le concedió una beca para estudiar en el Queen's College (Cambridge) en 1644, lo que no le impidió continuar con sus planes de su boda con Susana Glyde, celebrada el 14 de marzo de 1645.
Durante este tiempo, Wallis se mantuvo próximo al partido Puritano, al que prestó ayuda para descifrar los mensajes de los monárquicos. La calidad de la criptografía de la época no era uniforme; a pesar de los éxitos individuales de matemáticos como François Viète, los principios subyacentes al diseño y análisis del cifrado eran entendidos vagamente. La mayoría de los cifrados se realizaban con métodos ad hoc que confiaban en algoritmos secretos, en contraposición a sistemas basados en una clave variable. Wallis consiguió que estos últimos fueran mucho más seguros e incluso los describió como indescifrables. 
También estaba preocupado por el uso que pudieran hacer del cifrado las potencias extranjeras; rechazó, por ejemplo, una solicitud para enseñar criptografía a estudiantes de Hanóver realizada en 1697 por Gottfried Leibniz.
De regreso a Londres (en 1643 había sido nombrado capellán de San Gabriel en Fenchurch Street), Wallis se une al grupo de científicos que posteriormente formarían la Royal Society. Al fin podía satisfacer sus intereses matemáticos, llegando a dominar en unas pocas semanas de 1647 el libro Clavis Mathematicae de William Oughtred. En poco tiempo, empezó a escribir sus propios tratados sobre un amplio número de materias: a lo largo de su vida, Wallis realizó contribuciones significativas a la trigonometría, el cálculo, la geometría y el análisis de las series infinitas.
John Wallis se unió a los presbiterianos moderados apoyando la proposición contra la ejecución de Carlos I, lo cual le valió la permanente hostilidad de los Independentistas. A pesar de su oposición, fue propuesto en 1649 para ocupar la Cátedra Saviliana de geometría en la Universidad de Oxford, donde vivió hasta su muerte el 28 de octubre de 1703. Al margen de sus trabajos en matemáticas, también escribió sobre teología, lógica, gramática inglesa y filosofía; asimismo, fue uno de los pioneros en la introducción en Inglaterra de un sistema de enseñanza para sordomudos, inspirado en el método del español Juan de Pablo Bonet.

## Matemáticas

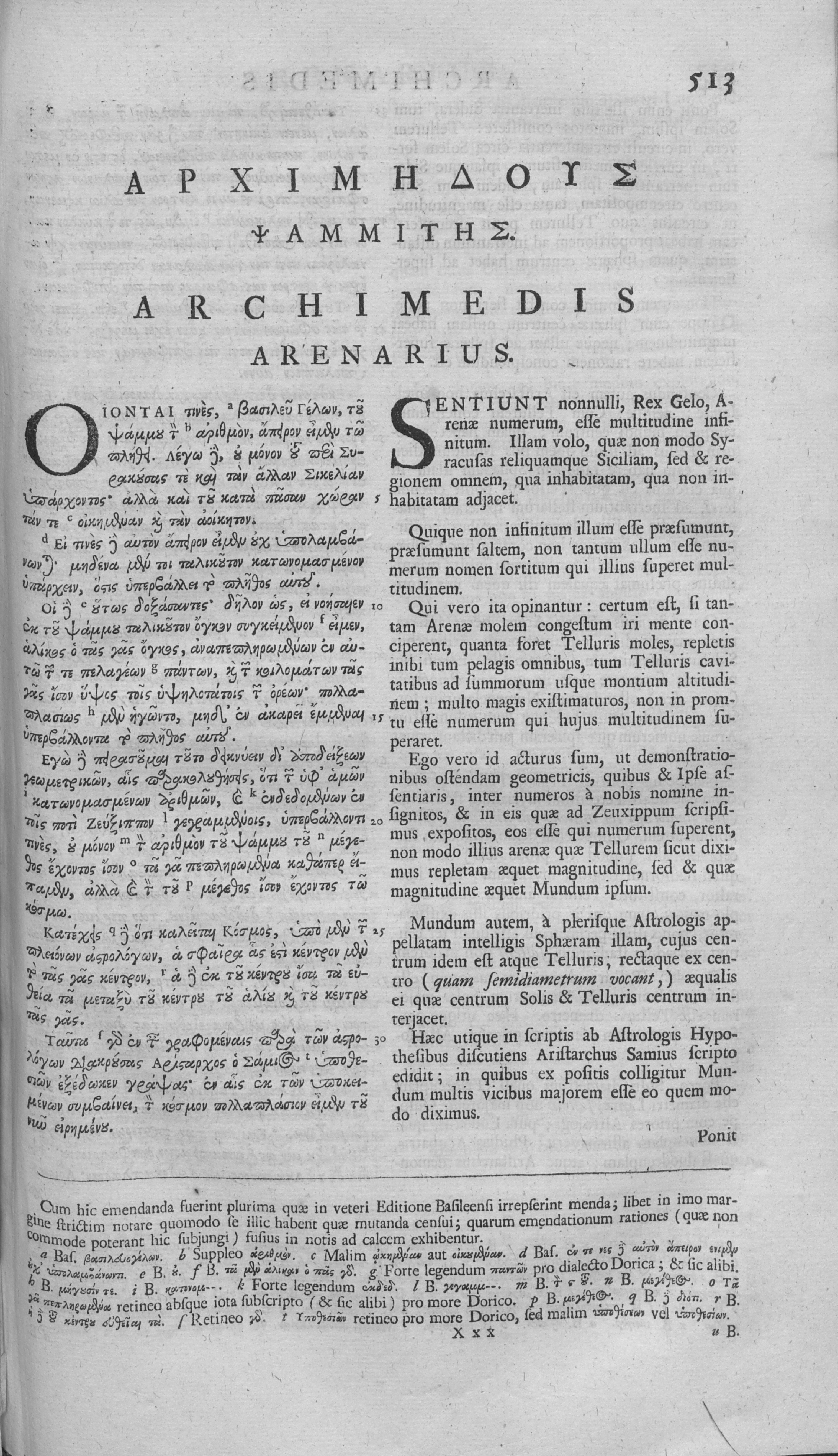
Opera mathematica, 1699.

En 1655, Wallis publicó un tratado sobre secciones cónicas en el que las define analíticamente. Este fue el primer libro en el que estas curvas se consideraron y se definieron como curvas de segundo grado. Contribuyó a eliminar algunas de las dificultades y oscuridades presentes en los trabajos de René Descartes sobre geometría analítica.[cita requerida]
En 1656, se publicó Arithmetica Infinitorum, el trabajo más importante de Wallis. En este tratado, amplió y sistematizó los métodos de análisis de Descartes y de Bonaventura Cavalieri, aunque algunas ideas recibieron críticas. Tras un corto periodo centrado en las secciones cónicas, comenzó a desarrollar una notación estándar para las potencias, ampliándola desde los números enteros positivos hasta los números racionales:
- {\displaystyle x^{0}} {\displaystyle =} {\displaystyle 1}, {\displaystyle x^{-1}}{\displaystyle =} {\displaystyle 1/x}, {\displaystyle x^{-2}}{\displaystyle =}{\displaystyle 1/x^{2}}, etc.
- {\displaystyle x^{1/2}={\sqrt {x}}}, {\displaystyle x^{2/3}={\sqrt[{3}]{x^{2}}}}, etc.
- {\displaystyle x^{1/n}={\sqrt[{n}]{x}}}.
- {\displaystyle x^{p/q}={\sqrt[{q}]{x^{p}}}}.

Dejando al margen las múltiples aplicaciones algebraicas de este descubrimiento, se dedicó a calcular, mediante integración, el área encerrada entre la curva {\displaystyle y=x^{m}} , el eje {\displaystyle x} y cualquier ordenada {\displaystyle x=h}. Demostró que la relación entre esta área y el paralelogramo de la misma base y la misma altura era {\displaystyle 1/(m+1)}. Aparentemente, él asumió que el mismo resultado sería cierto para la curva {\displaystyle y=ax^{m}}, donde {\displaystyle a} es cualquier constante y {\displaystyle m} cualquier número positivo o negativo; sin embargo, únicamente desarrolló el caso de la parábola, donde {\displaystyle m=2}, y el de la hipérbola, donde {\displaystyle m=-1}. En este último caso, su interpretación del resultado fue errónea.
Mostró que se podían obtener similares resultados para cualquier curva con la forma
{\displaystyle y=\sum _{m}^{}ax^{m}}
y, por tanto, puede determinarse el área de cualquier curva cuya ordenada {\displaystyle y} pueda representarse mediante potencias de {\displaystyle x}, es decir, si la ecuación de la curva es:
{\displaystyle y=x^{0}+x^{1}+x^{2}+...}
su área será: 
{\displaystyle x+x^{2}/2+x^{3}/3+...}
Aplicó este razonamiento a la integración de las curvas y = (x − x2)0, y = (x − x2)1, y = (x − x2)2, ... entre los límites x = 0 y x = 1, y demostró que las áreas respectivas eran: 1, 1/6, 1/30, 1/140, ...
A continuación, estudió las curvas del tipo y = x1/m y formuló el teorema de que el área comprendida entre estas curvas y las abscisas x = 0 y x = 1 es igual al área del rectángulo de la misma base y la misma altura como m : m + 1. Es decir:
{\displaystyle \int _{0}^{1}x^{1/m}\,dx}
Lo demostró para la parábola, en cuyo caso m = 2. Afirmó, pero no demostró, que el resultado era el mismo para curvas del tipo y = xp/q.
Wallis mostró un considerable ingenio para transformar ecuaciones de curvas a las formas descritas anteriormente, sin embargo, no estaba familiarizado con el teorema del binomio, por lo que no pudo efectuar la integración numérica del círculo, cuya ecuación es {\displaystyle y={\sqrt {r^{2}-x^{2}}}}, al ser incapaz de expresarla mediante potencias de x.
No obstante, nos dejó el principio de interpolación. Así, como la ordenada de un círculo, {\displaystyle y={\sqrt {r^{2}-x^{2}}}}, es la media geométrica de las ordenadas de las curvas, {\displaystyle y=(r^{2}-x^{2})^{0}} y {\displaystyle y=(r^{2}-x^{2})^{1}}, se puede suponer que, como una aproximación, el área de un cuarto de círculo unitario es {\displaystyle \int _{0}^{1}{\sqrt {r^{2}-x^{2}}}\,dx}, que es {\displaystyle {\begin{matrix}{\frac {1}{4}}\end{matrix}}\pi }, puede tomarse como la media geométrica entre los valores de 
{\displaystyle \int _{0}^{1}(r^{2}-x^{2})^{0}\,dx} y {\displaystyle \int _{0}^{1}(r^{2}-x^{2})^{1}\,dx}
esto es, 1 y 1/6; esto equivale a tomar {\displaystyle 4{\sqrt {\begin{matrix}{\frac {2}{3}}\end{matrix}}}}, o 3,26..., como valor para π.
Pero, según Wallis, puesto que tenemos la serie 1, 1/6, 1/30, 1/140, ..., puede hacerse que el término interpolado entre 1 y 1/6 se ajuste a esta serie. Mediante un método muy elaborado, que no se describe aquí en detalle, llegó a un valor para el término interpolado que es equivalente a hacer 
{\displaystyle \pi =2{\frac {2\cdot 2\cdot 4\cdot 4\cdot 6\cdot 6\cdot 8\cdot 8}{1\cdot 3\cdot 3\cdot 5\cdot 5\cdot 7\cdot 7\cdot 9}}\cdots } (actualmente conocido como el producto de Wallis)
En la misma obra, se discuten también la formación y las características de las fracciones continuas, un tema que cobró relevancia por el uso que hizo Brouncker de estas fracciones.
Pocos años después, en 1659, Wallis publica un tratado con la solución a los problemas de las cicloides propuestos por Blaise Pascal. En él, explica cómo los principios aportados en su Arithmetica Infinitorum pueden utilizarse para la rectificación de curvas algebraicas; y da una solución al problema de rectificar (es decir, calcular la longitud de) la parábola semicúbica x³ = ay², descubierta en 1657 por su pupilo William Neil. Puesto que todos los intentos para rectificar la elipse y la hipérbola habían sido (necesariamente) ineficaces, se había supuesto que ninguna curva podría rectificarse, como de hecho Descartes había afirmado que era el caso. La espiral logarítmica había sido rectificada por Evangelista Torricelli, y era la primera línea curva (con excepción del círculo) cuya longitud se calculó, pero la ampliación de Neil y Wallis a cualquier curva algebraica fue una novedad. Christopher Wren rectificó en 1658 la siguiente curva: la cicloide.[cita requerida]
Antes, en 1658, un descubrimiento similar, pero independiente del de Neil, fue realizado por van Heuraët, y publicado en 1659 por Frans van Schooten en su edición de la Descartes's Geometría.
La solución aportada por Neil y Wallis era muy similar aunque no enunciaba ninguna regla general y el razonamiento era algo torpe. Un tercer método fue sugerido por Pierre de Fermat en 1660, pero era laborioso y poco elegante.
En 1668, la Real Sociedad propuso a la consideración de los matemáticos la teoría de la colisión de los cuerpos. Wallis, Wren y Christiaan Huygens ofrecieron soluciones similares y correctas, todas basadas en lo que hoy se conoce como conservación del momento lineal; sin embargo, mientras que Wren y Huygens reducían su teoría a las colisiones elásticas, Wallis tuvo en cuenta también las colisiones inelásticas. Como continuación, en 1669 presentó un trabajo sobre los centros de gravedad estáticos y en 1670 otro sobre los dinámicos. En conjunto, todo ello constituye un buen resumen de lo que en la época se sabía sobre este tema.[cita requerida]
En 1685, Wallis publicó Algebra, con un prólogo con el desarrollo histórico de la materia, que contenía una gran cantidad de información valiosa. La segunda edición, lanzada en 1693 como segundo volumen de su obra Opera, se amplió considerablemente. Este libro de álgebra es significativo porque contiene el primer uso sistemático de fórmulas.[cita requerida]
Resulta curioso observar que Wallis rechazaba como absurda la idea actual de considerar un número negativo como menos que nada, pero aceptaba verlo como algo mayor que infinito. A pesar de esto, generalmente se le considera el autor de la idea de la recta de números enteros, en la cual los números se representan geométricamente en una línea en la que los números positivos aumentan hacia la derecha y los números negativos aumentan hacia la izquierda.[cita requerida]
En su Opera Mathematica I (1695), Wallis introdujo el término fracción continua.[cita requerida]

## Obras

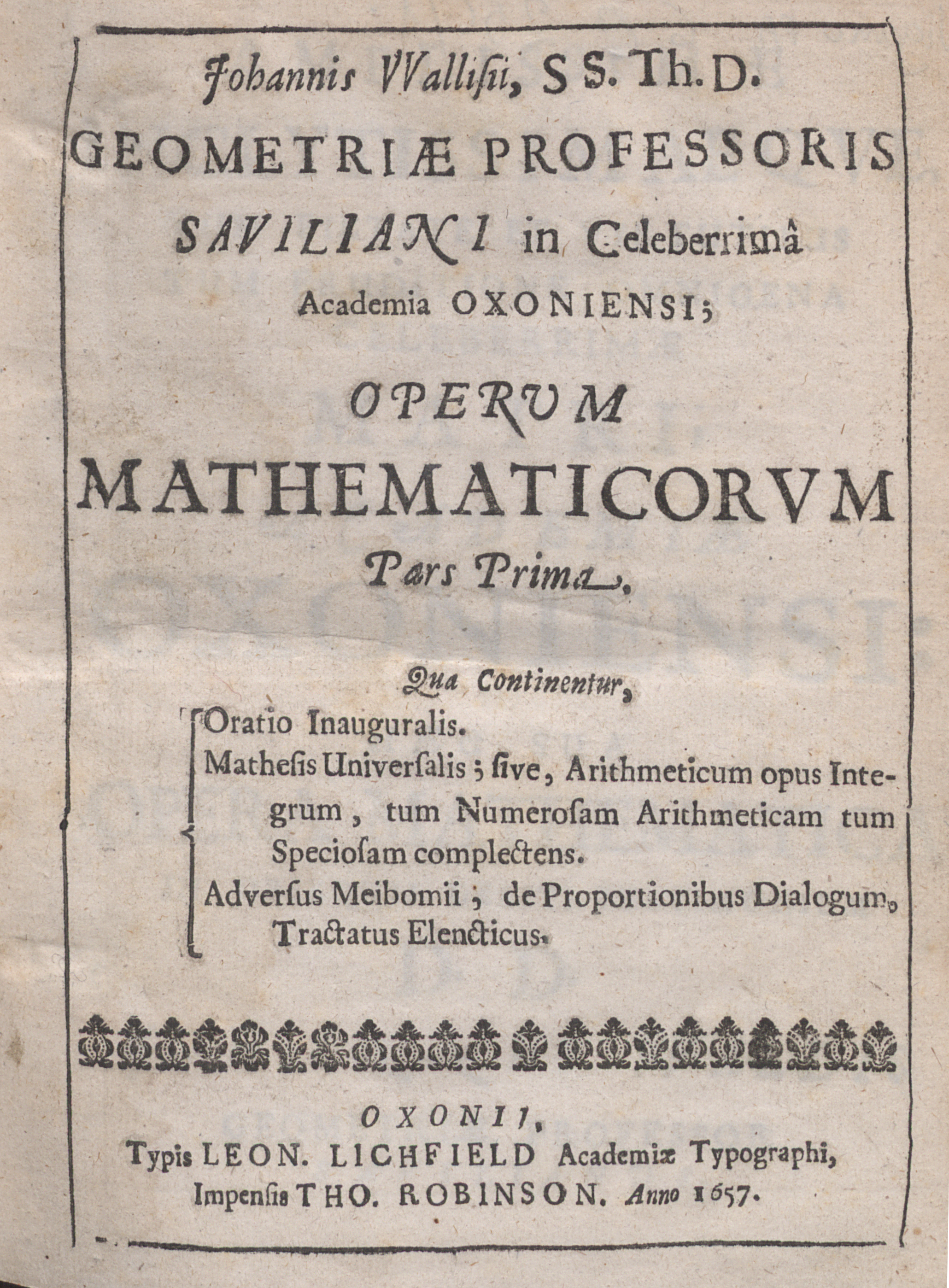
Opera mathematica, 1657

- Arithmetica infinitorum, Oxford, 1656
- Opera, 1670-1671
- Treatise of Algebra, Londres, 1685
- Mathesis Universalis, Oxford, 1685
- De sectionibus conicis
- Operum mathematicorum pars prima, Oxford, 1657
- Tractatus Prœmialis. De loquela, sive Literarum omnium Formatione & genuino Sono, Oxford, Leon Lichfield, 1653. (Tratado preliminar. De la palabra o de la formación de todas las letras y del sonido original).
- Grammatica Linguae Anglicanae, cui praefigitur de loquela sive de sonorum omnium loquelarum formatione tractatus grammatico physicus, Oxford, Leon Lichfield, 1653. (Gramática de la lengua inglesa, la cual es precedida de un tratado físico-gramatical sobre la palabra o la formación de sonidos).
- La carta de John Wallis a Robert Boyle, Philosophical Transactions, 1670.
- La carta deJohn Wallis a Mr Thomas Beverly, Philosophical Transactions, 1698.
- Tres reediciones solamente de la parte fonética (1721, Königsberg, 1727 y 1740, Leiden), comportando en anexo el Tratado de Johann Conrad Amman Surdus loquens,  también se publicaron.